# Plech
Plech település Németországban, azon belül Bajorországban. Lakosainak száma 1349 fő (2023. december 31.).

## Népessége
| Lakosok száma | 1141 | 1206 | 1304 | 1308 | 1296 | 1303 | 1314 | 1331 | 1354 | 1349 |
|               | 1970 | 1975 | 2011 | 2012 | 2014 | 2015 | 2017 | 2019 | 2022 | 2023 |